# Жариков Євген Ілліч
Євген Ілліч Жариков (рос. Евгений Ильич Жариков; нар. 26 лютого 1941, Москва, Російська РФСР — пом. 18 січня 2012, Москва, Росія) — російський радянський актор. Народний артист РРФСР (1989). Лауреат Державної премії СРСР (1978).

## Життєпис
Народився шостою, останньою дитиною в родині радянського письменника Леоніда Жарикова. Дитинство провів у Підмосков'ї, під Загорськом в родині бабусі і дідуся.
Закінчив Всесоюзний державний інститут кінематографії (1964, майстерня С. Герасимова, Т. Макарової).
Помер від тривалого онкологічного захворювання.

## Фільмографія
- 1961 — А якщо це кохання? — Сергій
- 1962 — Іванове дитинство — Гальцев, старший лейтенант
- 1963 — Він живий (короткометражний) — Артур, партизан
- 1963 — Три плюс два — Вадим
- 1966 — Дикий мед — епізод
- 1966 — Ні і так — Латишев
- 1967 — Продавець повітря — Люк
- 1967 — Таємничий чернець — Латишев
- 1968 — День ангела — Салін, штурман
- 1968 — Снігуронька — Лель
- 1970 — Сигнали - Пригоди в космосі — Павло
- 1970 — Смерті немає, хлопці! — Володимир Рубін, лейтенант
- 1971 — Освідчення в коханні до Г. Т. — Володимир
- 1972 — Життя та дивовижні пригоди Робінзона Крузо — капітан корабля
- 1972 — Ковадло або молот
- 1973 — Біля цих вікон… — Михайло Анохін, кіномеханік
- 1973 — Виконання бажань — давній друг Миколи
- 1973 — Сад (короткометражний)
- 1973 — Той, хто мене врятував (короткометражний)
- 1974—1977 — Народжена революцією — Микола Хомич Кондратьєв
- 1975 — Не може бути! — Микола
- 1975—1976 — Дума про Ковпака — Платон Воронько
- 1976 — Найкрасивіший кінь — Борис Степанович Іноземцев, учитель
- 1978 — Я хочу вас бачити — Мирон
- 1979 — Мій генерал — Сергій Антонович Рибаков
- 1980—1981 — Довга дорога в дюнах — Отто Грюнберг / Олександр Єфімов
- 1981 — Ця хвилина, ця мить
- 1981 — Любов моя вічна — Гліб Микитович Грибов
- 1981 — Осіння дорога до мами (короткометражний) — Дмитро Павлович, кінорежисер
- 1981 — Факти минулого дня — Юсин
- 1983 — Сім годин до загибелі — Олексій Васильович Шульгин, хірург
- 1984 — Перша кінна — Клим Ворошилов
- 1984 — Тихі води глибокі — Уваров
- 1986 — На перевалі — Клімов
- 1986 — Таємниці мадам Вонг — капітан «Івана Буніна»
- 1988 — Шураві
- 1989 — Приватний детектив, або Операція «Кооперація» — «Професор»
- 1990 — Війна на західному напрямку — Климент Єфремович Ворошилов
- 1990 — Шапка — Новиков, успішний письменник
- 1991 — Убити «Шакала» — Микола Олексійович Петров
- 1992 — Щурячий кут — «Учитель», кримінальний авторитет
- 1992 — Річард Левине Серце — єпископ Тирский
- 1993 — Ваші пальці пахнуть ладаном — Гржимайло
- 1993 — Лицар Кеннет — єпископ Тирский
- 1993 — Сірі вовки — Олександр Миколайович Шелєпін, секретар ЦК КПРС
- 1993 — Троцький — Сталін
- 1995 — Панночка-селянка — Павло Петрович Рощин
- 1995 — Бульварний роман — капітан Федір Агапов
- 1995 — Поїзд до Брукліна — Розов
- 1995 — Північ у Санкт-Петербурзі — Федір Борисович Заварзін, хранитель Ермітажу
- 1996 — Любити по-російськи-2 — Олег Сергійович Турчак, губернатор
- 1997 — Ніч жовтого бика
- 1998 — Князь Юрій Долгорукий — Лука
- 1999 — Любити по-російськи-3. Губернатор — екс-губернатор Турчак
- 1999 — Транзит для диявола — Степан Дорохов, генерал ФСБ
- 2000 — Армія порятунку — генерал Гром
- 2001 — Ідеальна пара — Іван Гудимович Гудімов
- 2001 — Сищики-1 — міністр
- 2002 — Кодекс честі-1 — Михайло Матвійович Єрмаков, генерал-лейтенант
- 2003 — Благословіть жінку — цивільний у вагоні
- 2004 — Сищики-3 — начальник Вищої школи МВС
- 2005 — Золота Медуза — Хан
- 2006 — Сищики-5 — генерал Остапенко
- 2006 — Я залишаюся — Олег Сапрунов, лікар
- 2007 — Багата і кохана — Юрій Васильович Дорохов
- 2009 — Одного разу буде кохання — Корж, сімейний лікар
- 2011 — Заручники любові — Віктор Семенович Зуєв, генерал МВС